# كريستسيان هنري فريدريك بيترز
كريستسيان هنري فريدريك بيترز (بالألمانية: Christian Heinrich Friedrich Peters)‏(1813 – 1890) فلكي أمريكي أستاذ الفلك ومدير ليتشفيلد بكلية هاملتن 1858.

## أهم أعماله
قام بأعمال المساحة لشواطئ الولايات المتحدة الأمريكية، وعمل في كوبنهاغن وجوتنجن ومكتب المساحة الطبوغرافية في نابلي، ورأس بعثة رصد عبور الزهرة 1874 في نيوزيلندا، واكتشف 48 كويكبا ومذنبيين وله خرائط سماوية.